# Ai Qing
Ai Qing (ur. 16 grudnia 1910 w Jinhua w prow. Zhejiang, zm. 5 maja 1996 w Pekinie) – chiński poeta, malarz i więzień polityczny, uważany za jednego z najwybitniejszych chińskich poetów współczesnych.
Urodził się jako Jiang Haicheng (蒋海澄) w rodzinie bogatego posiadacza ziemskiego. W wieku osiemnastu lat rozpoczął studia artystyczne w akademii w Hangzhou. W latach 1929–1932 studiował we Francji, gdzie rozwijał swoje zainteresowania malarstwem Renoira i Van Gogha, awangardową poezją Majakowskiego (który wywarł istotny wpływ na jego twórczość) i symbolizmem Emila Verhaerena oraz filozofią Kanta i Hegla.
Po powrocie do Szanghaju w 1932 dołączył do Ligi Pisarzy Lewicowych i został uwięziony za sprzeciwianie się rządom Kuomintangu. Zwolniony w 1935, po wybuchu wojny z Japonią przebywał w Wuhanie, Guilinie i Chongqingu pracując jako pisarz, redaktor i wykładowca.
W 1941 przeniósł się do Yan’anu i wstąpił do KPCh; po 1949 pracował jako redaktor w piśmie Literatura Ludowa, jednak w 1957 po kampanii stu kwiatów zaatakowany jako „element prawicowy”, został zesłany w 1958 do pracy fizycznej na wsi w Mandżurii i Sinciangu. W 1966 r. zesłany wraz z żoną i dziećmi do obozu pracy na skraju pustyni Gobi. Dopiero po śmierci Mao w 1976 roku wrócił wraz z rodziną do rodzinnego miasta.
Zrehabilitowany dopiero po zakończeniu rewolucji kulturalnej – do 1978 roku nie mógł publikować swoich utworów. Po rehabilitacji dwukrotnie odbył podróż do Francji w 1980 oraz w 1985 r. Prezydent François Mitterrand odznaczył go Orderem Sztuki i Literatury I klasy. Sprawował funkcję wiceprezesa Związku Pisarzy Chińskich. Jego synami są artysta Ai Xuan (ur. 1947), architekt Ai Weiwei (ur. 1957, projektant Stadionu Narodowego w Pekinie) oraz pisarz Ai Dan (ur. 1963).

## Literatura
- Irena Kałużyńska. Ai Qing - człowiek o dobrym sercu i otwartych oczach. „Literatura na świecie”. 8/145, s. 7–9, 1983.